# Aparaglossata
Aparaglossata é um clado de insetos que compreende todos os insetos holometábolos modernos, exceto Hymenoptera .  O clado recebeu esse nome em homenagem a uma de suas sinapomorfias (característica distintiva compartilhada) mais reconhecíveis: a ausência de paraglossas . O clado também é caracterizado por uma modificação do ovipositor e uma redução no número de túbulos de Malpighi .
A planta larval de Aparaglossata era prognata, tinha caules bem desenvolvidos e um tentório em forma de H.

## Filogenia
Filogenia de Aparaglossata:  
|  | Raphidioptera (moscas-cobra)                                                                |
|  |                                                                                             |
|  | \| \| Megaloptera (moscas-de-amiero) \| \| \| \| \| \| Neuroptera (crisopídeos) \| \| \| \| |
|  |                                                                                             |
|  | Megaloptera (moscas-de-amiero)                                                              |
|  |                                                                                             |
|  | Neuroptera (crisopídeos)                                                                    |
|  |                                                                                             |

|  | Megaloptera (moscas-de-amiero) |
|  |                                |
|  | Neuroptera (crisopídeos)       |
|  |                                |

|  | Coleoptera (besouros)                     |
|  |                                           |
|  | Strepsiptera (parasitas de asas torcidas) |
|  |                                           |

|  | Raphidioptera (moscas-cobra)                                                                |
|  |                                                                                             |
|  | \| \| Megaloptera (moscas-de-amiero) \| \| \| \| \| \| Neuroptera (crisopídeos) \| \| \| \| |
|  |                                                                                             |
|  | Megaloptera (moscas-de-amiero)                                                              |
|  |                                                                                             |
|  | Neuroptera (crisopídeos)                                                                    |
|  |                                                                                             |

|  | Megaloptera (moscas-de-amiero) |
|  |                                |
|  | Neuroptera (crisopídeos)       |
|  |                                |

|  | Coleoptera (besouros)                     |
|  |                                           |
|  | Strepsiptera (parasitas de asas torcidas) |
|  |                                           |

|  | Trichoptera (tricópteros)           |
|  |                                     |
|  | Lepidoptera (borboletas, mariposas) |
|  |                                     |

|  | Diptera (moscas-verdadeiras)                                                           |
|  |                                                                                        |
|  | \| \| Mecoptera (moscas-escorpião) \| \| \| \| \| \| Siphonaptera (pulgas) \| \| \| \| |
|  |                                                                                        |
|  | Mecoptera (moscas-escorpião)                                                           |
|  |                                                                                        |
|  | Siphonaptera (pulgas)                                                                  |
|  |                                                                                        |

|  | Mecoptera (moscas-escorpião) |
|  |                              |
|  | Siphonaptera (pulgas)        |
|  |                              |

|  | Trichoptera (tricópteros)           |
|  |                                     |
|  | Lepidoptera (borboletas, mariposas) |
|  |                                     |

|  | Diptera (moscas-verdadeiras)                                                           |
|  |                                                                                        |
|  | \| \| Mecoptera (moscas-escorpião) \| \| \| \| \| \| Siphonaptera (pulgas) \| \| \| \| |
|  |                                                                                        |
|  | Mecoptera (moscas-escorpião)                                                           |
|  |                                                                                        |
|  | Siphonaptera (pulgas)                                                                  |
|  |                                                                                        |

|  | Mecoptera (moscas-escorpião) |
|  |                              |
|  | Siphonaptera (pulgas)        |
|  |                              |

|  | Raphidioptera (moscas-cobra)                                                                |
|  |                                                                                             |
|  | \| \| Megaloptera (moscas-de-amiero) \| \| \| \| \| \| Neuroptera (crisopídeos) \| \| \| \| |
|  |                                                                                             |
|  | Megaloptera (moscas-de-amiero)                                                              |
|  |                                                                                             |
|  | Neuroptera (crisopídeos)                                                                    |
|  |                                                                                             |

|  | Megaloptera (moscas-de-amiero) |
|  |                                |
|  | Neuroptera (crisopídeos)       |
|  |                                |

|  | Coleoptera (besouros)                     |
|  |                                           |
|  | Strepsiptera (parasitas de asas torcidas) |
|  |                                           |

|  | Raphidioptera (moscas-cobra)                                                                |
|  |                                                                                             |
|  | \| \| Megaloptera (moscas-de-amiero) \| \| \| \| \| \| Neuroptera (crisopídeos) \| \| \| \| |
|  |                                                                                             |
|  | Megaloptera (moscas-de-amiero)                                                              |
|  |                                                                                             |
|  | Neuroptera (crisopídeos)                                                                    |
|  |                                                                                             |

|  | Megaloptera (moscas-de-amiero) |
|  |                                |
|  | Neuroptera (crisopídeos)       |
|  |                                |

|  | Coleoptera (besouros)                     |
|  |                                           |
|  | Strepsiptera (parasitas de asas torcidas) |
|  |                                           |

|  | Trichoptera (tricópteros)           |
|  |                                     |
|  | Lepidoptera (borboletas, mariposas) |
|  |                                     |

|  | Diptera (moscas-verdadeiras)                                                           |
|  |                                                                                        |
|  | \| \| Mecoptera (moscas-escorpião) \| \| \| \| \| \| Siphonaptera (pulgas) \| \| \| \| |
|  |                                                                                        |
|  | Mecoptera (moscas-escorpião)                                                           |
|  |                                                                                        |
|  | Siphonaptera (pulgas)                                                                  |
|  |                                                                                        |

|  | Mecoptera (moscas-escorpião) |
|  |                              |
|  | Siphonaptera (pulgas)        |
|  |                              |

|  | Trichoptera (tricópteros)           |
|  |                                     |
|  | Lepidoptera (borboletas, mariposas) |
|  |                                     |

|  | Diptera (moscas-verdadeiras)                                                           |
|  |                                                                                        |
|  | \| \| Mecoptera (moscas-escorpião) \| \| \| \| \| \| Siphonaptera (pulgas) \| \| \| \| |
|  |                                                                                        |
|  | Mecoptera (moscas-escorpião)                                                           |
|  |                                                                                        |
|  | Siphonaptera (pulgas)                                                                  |
|  |                                                                                        |

|  | Mecoptera (moscas-escorpião) |
|  |                              |
|  | Siphonaptera (pulgas)        |
|  |                              |

|  | Raphidioptera (moscas-cobra)                                                                |
|  |                                                                                             |
|  | \| \| Megaloptera (moscas-de-amiero) \| \| \| \| \| \| Neuroptera (crisopídeos) \| \| \| \| |
|  |                                                                                             |
|  | Megaloptera (moscas-de-amiero)                                                              |
|  |                                                                                             |
|  | Neuroptera (crisopídeos)                                                                    |
|  |                                                                                             |

|  | Megaloptera (moscas-de-amiero) |
|  |                                |
|  | Neuroptera (crisopídeos)       |
|  |                                |

|  | Coleoptera (besouros)                     |
|  |                                           |
|  | Strepsiptera (parasitas de asas torcidas) |
|  |                                           |

|  | Raphidioptera (moscas-cobra)                                                                |
|  |                                                                                             |
|  | \| \| Megaloptera (moscas-de-amiero) \| \| \| \| \| \| Neuroptera (crisopídeos) \| \| \| \| |
|  |                                                                                             |
|  | Megaloptera (moscas-de-amiero)                                                              |
|  |                                                                                             |
|  | Neuroptera (crisopídeos)                                                                    |
|  |                                                                                             |

|  | Megaloptera (moscas-de-amiero) |
|  |                                |
|  | Neuroptera (crisopídeos)       |
|  |                                |

|  | Coleoptera (besouros)                     |
|  |                                           |
|  | Strepsiptera (parasitas de asas torcidas) |
|  |                                           |

|  | Trichoptera (tricópteros)           |
|  |                                     |
|  | Lepidoptera (borboletas, mariposas) |
|  |                                     |

|  | Diptera (moscas-verdadeiras)                                                           |
|  |                                                                                        |
|  | \| \| Mecoptera (moscas-escorpião) \| \| \| \| \| \| Siphonaptera (pulgas) \| \| \| \| |
|  |                                                                                        |
|  | Mecoptera (moscas-escorpião)                                                           |
|  |                                                                                        |
|  | Siphonaptera (pulgas)                                                                  |
|  |                                                                                        |

|  | Mecoptera (moscas-escorpião) |
|  |                              |
|  | Siphonaptera (pulgas)        |
|  |                              |

|  | Trichoptera (tricópteros)           |
|  |                                     |
|  | Lepidoptera (borboletas, mariposas) |
|  |                                     |

|  | Diptera (moscas-verdadeiras)                                                           |
|  |                                                                                        |
|  | \| \| Mecoptera (moscas-escorpião) \| \| \| \| \| \| Siphonaptera (pulgas) \| \| \| \| |
|  |                                                                                        |
|  | Mecoptera (moscas-escorpião)                                                           |
|  |                                                                                        |
|  | Siphonaptera (pulgas)                                                                  |
|  |                                                                                        |

|  | Mecoptera (moscas-escorpião) |
|  |                              |
|  | Siphonaptera (pulgas)        |
|  |                              |

|  | Raphidioptera (moscas-cobra)                                                                |
|  |                                                                                             |
|  | \| \| Megaloptera (moscas-de-amiero) \| \| \| \| \| \| Neuroptera (crisopídeos) \| \| \| \| |
|  |                                                                                             |
|  | Megaloptera (moscas-de-amiero)                                                              |
|  |                                                                                             |
|  | Neuroptera (crisopídeos)                                                                    |
|  |                                                                                             |

|  | Megaloptera (moscas-de-amiero) |
|  |                                |
|  | Neuroptera (crisopídeos)       |
|  |                                |

|  | Coleoptera (besouros)                     |
|  |                                           |
|  | Strepsiptera (parasitas de asas torcidas) |
|  |                                           |

|  | Raphidioptera (moscas-cobra)                                                                |
|  |                                                                                             |
|  | \| \| Megaloptera (moscas-de-amiero) \| \| \| \| \| \| Neuroptera (crisopídeos) \| \| \| \| |
|  |                                                                                             |
|  | Megaloptera (moscas-de-amiero)                                                              |
|  |                                                                                             |
|  | Neuroptera (crisopídeos)                                                                    |
|  |                                                                                             |

|  | Megaloptera (moscas-de-amiero) |
|  |                                |
|  | Neuroptera (crisopídeos)       |
|  |                                |

|  | Coleoptera (besouros)                     |
|  |                                           |
|  | Strepsiptera (parasitas de asas torcidas) |
|  |                                           |

|  | Trichoptera (tricópteros)           |
|  |                                     |
|  | Lepidoptera (borboletas, mariposas) |
|  |                                     |

|  | Diptera (moscas-verdadeiras)                                                           |
|  |                                                                                        |
|  | \| \| Mecoptera (moscas-escorpião) \| \| \| \| \| \| Siphonaptera (pulgas) \| \| \| \| |
|  |                                                                                        |
|  | Mecoptera (moscas-escorpião)                                                           |
|  |                                                                                        |
|  | Siphonaptera (pulgas)                                                                  |
|  |                                                                                        |

|  | Mecoptera (moscas-escorpião) |
|  |                              |
|  | Siphonaptera (pulgas)        |
|  |                              |

|  | Trichoptera (tricópteros)           |
|  |                                     |
|  | Lepidoptera (borboletas, mariposas) |
|  |                                     |

|  | Diptera (moscas-verdadeiras)                                                           |
|  |                                                                                        |
|  | \| \| Mecoptera (moscas-escorpião) \| \| \| \| \| \| Siphonaptera (pulgas) \| \| \| \| |
|  |                                                                                        |
|  | Mecoptera (moscas-escorpião)                                                           |
|  |                                                                                        |
|  | Siphonaptera (pulgas)                                                                  |
|  |                                                                                        |

|  | Mecoptera (moscas-escorpião) |
|  |                              |
|  | Siphonaptera (pulgas)        |
|  |                              |

## 
1. ↑  Peters, Ralph S.; Meusemann, Karen; Petersen, Malte; Mayer, Christoph; Wildbrandt, Jeanne; Ziesmann, Tanja; Donath, Alexander; Kjer, Karl M.; Aspöck, Ulrike; Aberer, Andre; Stamakis, Alexandros; Friedrich, Frank; Hünefeld, Frank; Niehuis, Oliver; Beutel, Rolf G.; Misof, Bernhard (2014). "The evolutionary history of holometabolous insects inferred from transcriptome-based philogeny and compreehensive morphological data". BMC Evolutionary Biology. doi: 10.1186/1471-2148-14-52. PMC 4000048 PMID 24646345
2. ↑  Peters, Ralph S.; Meusemann, Karen; Petersen, Malte; Mayer, Christoph; Wildbrandt, Jeanne; Ziesmann, Tanja; Donath, Alexander; Kjer, Karl M.; Aspöck, Ulrike; Aberer, Andre; Stamakis, Alexandros; Friedrich, Frank; Hünefeld, Frank; Niehuis, Oliver; Beutel, Rolf G.; Misof, Bernhard (2014). "The evolutionary history of holometabolous insects inferred from transcriptome-based philogeny and compreehensive morphological data". BMC Evolutionary Biology. doi: 10.1186/1471-2148-14-52. PMC 4000048 PMID 24646345
3. ↑  Beutel, Rolf G.; Yavorskaya, Margarita I.; Mashimo, Yuta; Fukui, Makiki; Meusemann, Karen (2017). "The philogeny of Hexapoda (Arthropoda) and the evolution of megadiversity". Proceedings of the Arthropodan Embryological Society of Japan." 1-15.